# Takakia
Takakia és un gènere amb tan sols 2 espècies de molses de distribució entre l'oest d'Amèrica del Nord i l'Àsia central. Aquest gènere és comprès en una família, ordre i classe propis dins la taxonomia de les molses.

## Descobriment
El gènere Takakia va ser descobert a l'Himàlaia i descrit per Mitten l'any 1861. Originàriament va ser descrit com una nova espècie d'hepàtica (Lepidozia ceratophylla). El descobriment de plantes similars per part del Dr.Takaki al Japó a mitjan segle xx va conferir-li un nou interès. Les rareses que presentaven aquests nous individus van donar lloc, l'any 1958, a incloure-ho tot dins una nova espècie: Takakia lepidozizoides creant, d'aquesta manera, un gènere que honrava al seu redescobridor. Les espècies prèviament descrites per Mitten van ser reconegudes i reubicades per Grolle dins aquest nou gènere.
A l'Àsia aquest gènere el trobem des de Sikkim (a l'Himàlaia) fins a Borneo, Taiwan i el Japó. A Amèrica del Nord és present a les Illes Aleutianes i la Colúmbia Britànica.

## Descripció
Takakia no és el que anomenem una molsa típica. De fet, el seu nom en japonès (nanjamonja-goke- "molsa impossible") ja reflecteix aquesta realitat. Cal destacar, a tall de curiositat, que presenta el menor nombre de cromosomes per cèl·lula en una planta terrestre (n=4).
Takakia sembla més aviat una alga verda enganxada a les roques. El gametòfit és format per un sistema de caulidis enterrats o rizomes subterranis, sempre associats a fongs. Mai es troben rizoides. Els brots verds tenen una alçada aproximada d'1 centímetre i estan farcits de petits fil·lidis cilíndrics de fins a 1 mil·límetre de llarg. Aquestes fulletes són profundament dividides en dos o tres lòbuls, fet característic dins aquest grup. Les cèl·lules dels fil·lidis contenen gotes lipídiques. El caulidi presenta un cilindre central amb parets cribades.
Al contrari dels altres briòfits, els anteridi i arquegoni no són envoltats de filaments periquecials ni de cap altre teixit protector. Els gametangis apareixen dins l'angle format pel caulidi i els fil·lidi. L'esporòfit desenvolupa una llarga seta damunt la qual hi trobem la càpsula esporífera. Aquesta càpsula conté una col·lumela central al voltant de la qual es produeixen les espores. Quan l'esporòfit madura, rebenta per una línia de dehiscència helicoïdal no completa (soldada a la part superior) i les espores són dispersades.

### Espècies
- Takakia ceratophylla (Mitt.) Grolle.
- Takakia lepidozioides S. Hatt. i Inoue., 1958